# مجتبی زارعی (نماینده مجلس)
مجتبی زارعی (زاده ۱۳۵۰ ساری) سیاستمدار ایرانی و نماینده دوره دوازدهم مجلس شورای اسلامی است.
او دارای مدرک کارشناسی علوم سیاسی از دانشکده حقوق و علوم سیاسی دانشگاه تهران؛ کارشناسی ارشد علوم سیاسی با گرایش اندیشه سیاسی از دانشگاه آزاد واحد تهران مرکزی، دانشکده علوم سیاسی؛ و دکترای اندیشه سیاسی از پژوهشگاه علوم انسانی و مطالعات فرهنگی است. می باشد.
مجتبی زارعی در دور دوم انتخابات دوازدهمین دوره مجلس شورای اسلامی در اردیبهشت ۱۴۰۳ به‌عنوان نماینده مردم تهران در مجلس شورای اسلامی انتخاب شد.

## سوابق
زارعی دارای سوابقی مانند: رئیس سازمان بسیج استادان دانشگاه‌ها، معاون اجتماعی و فرهنگی وزارت تعاون، کار و رفاه اجتماعی و معاون سیاسی مرکز بررسی‌های استراتژیک ریاست‌جمهوری است. زارعی در مرحله دوم انتخابات دوازدهمین دوره مجلس شورای اسلامی با ۲۰۰۳۸۰ رأی راهی بهارستان شد.